# Calisson

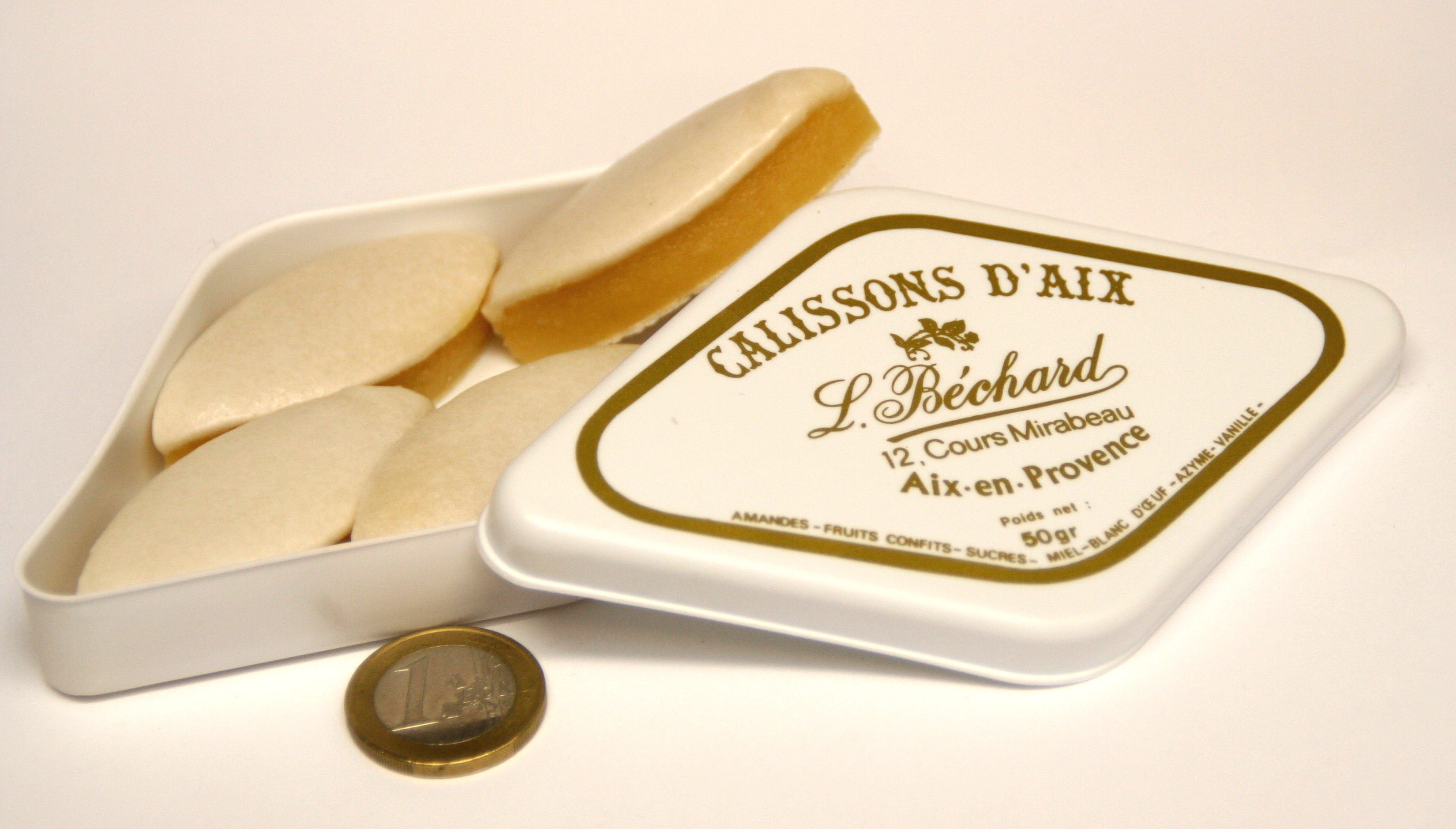
Eine Schale mit Calissons aus Aix-en-Provence

Calissons sind ein Konfekt aus der Provence in Form eines Weberschiffchens, mit Mandeln und kandierten Melonen und Orangen.
Die Calissons sollen 1473 entstanden sein. Der Koch des Herzogs René von Anjou soll sie zu dessen Hochzeit kreiert haben. Man sagt, er habe damit der zukünftigen Herzogin eine Freude bereiten wollen, da ihn ihr trauriger Blick bekümmert habe.
Seit dem 16. Jahrhundert gelten die calissons d‘Aix als bekannte Spezialität aus Aix-en-Provence.